# Posmyk (województwo wielkopolskie)
Posmyk – osada w Polsce położona w województwie wielkopolskim, w powiecie kępińskim, w gminie Perzów.
W latach 1975–1998 miejscowość administracyjnie należała do województwa kaliskiego.